# Isadora Duncan
Angela Isadora Duncan (ur. 26 maja 1877 lub 27 maja 1878 w San Francisco, zm. 14 września 1927 w Nicei) – amerykańska tancerka.
Nie studiowała tańca w sposób systematyczny, lecz stworzyła oryginalny, niepowtarzalny styl. Była pionierką tańca nowoczesnego. Widziała w tańcu wyraz wolnej myśli i radykalnie sprzeciwiała się ograniczeniom, jakie narzucał taniec klasyczny. Po przyjeździe do Paryża wywarła ogromny wpływ zarówno na całokształt przyszłej sztuki scenicznej, jak i na wygląd następnych pokoleń tancerzy. W rozwoju kariery wspierała ją Loie Fuller. Odrzuciła klasyczną białą paczkę (tutu), zrzuciła baletki, tańczyła przyodziana w grecką tunikę, boso i z rozpuszczonymi włosami, co było szokującą innowacją dla ówczesnej publiczności. Jako pierwsza pokazała się na scenie ubrana tylko w obcisły trykot.

## Życie prywatne

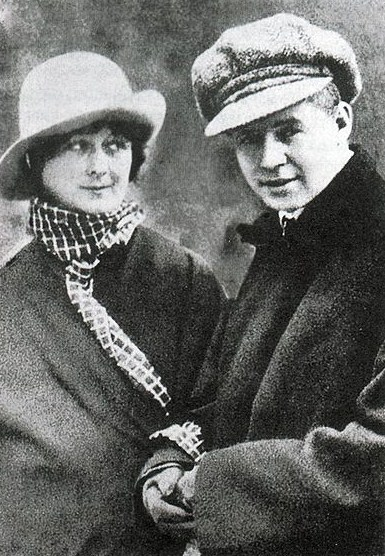
Isadora Duncan i Siergiej Jesienin (ok. 1922)

Miała troje dzieci, jedno z reżyserem teatralnym Gordonem Craigiem, drugie z Parisem Singerem, synem właściciela fabryki maszyn do szycia Isaaca Singera. Trzecie dziecko, syn, zmarło zaraz po porodzie.
Jej życie prywatne obfitowało w skandale. Szczególnie głośny był wypadek jej dzieci (Deirdre i Patricka), podczas którego utopiły się w Sekwanie, co miało miejsce w 1913 roku. Dzieci przebywały w samochodzie z nianią. Kiedy samochód wjeżdżał na wzgórze, silnik nagle przestał pracować. Kierowca opuścił samochód, zapomniał jednak zaciągnąć hamulec. Samochód stoczył się po skarpie do rzeki. Dzieci i niania utopiły się. Po stracie dzieci Isadora spędziła kilka tygodni w nadmorskim kurorcie wspólnie z aktorką Eleonorą Duse. Ponieważ Eleonorą Duse wcześniej fascynowała się buntownicza feministka, lesbijka Lina Poletti, podejrzewano, choć nie jest to potwierdzone dokumentacją, że Duncan i Duse miały romans.
W 1922 roku wyjechała do Moskwy. Była żoną znacznie od siebie młodszego rosyjskiego poety Siergieja Jesienina.
Zginęła w czasie jazdy w wyścigowym kabriolecie Amilcar, gdy jej szal wkręcił się w nieosłonięte koła. Pochowana została na cmentarzu Père-Lachaise w Paryżu.
W 1927 roku pośmiertnie ukazała się jej autobiografia zatytułowana My life (pol. Moje życie).